# Elmolo
L'elmolo és una llengua cuixítica virtualment extinta que l'any 1994 comptava amb només vuit parlants, tots ells més grans de 50 anys, habitants de la vora sud-est del llac Turkana (districte Marsabit, Província Oriental, Kenya).
Genèticament proper a l'arbore i al dassanakh, l'elmolo forma part de les llengües omo-tana occidentals, subdivisió del cuixític oriental de les Terres Baixes.